# San Rafael del Río
San Rafael del Río è un comune spagnolo di 423 abitanti situato nella comunità autonoma Valenciana.